# Palazzo Natta
Palazzo Natta è un antico palazzo storico-nobiliare della città di Novara, in Piemonte. Oggi ospita la Provincia di Novara e la prefettura.

## Storia e descrizione

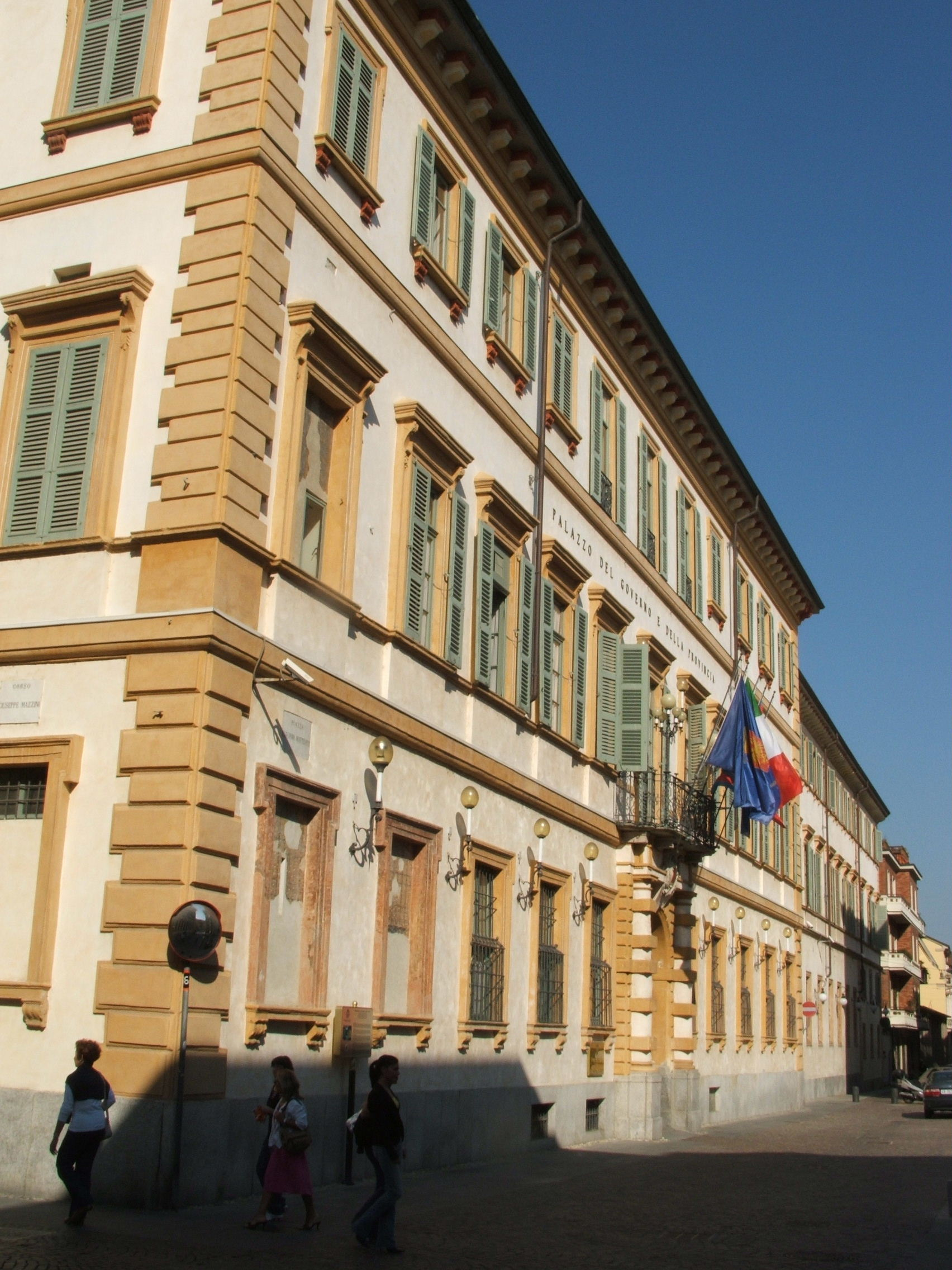
La facciata ad angolo.

Nel luogo, già in epoca romana in prossimità del Cardo (corrispondente ai corsi Cavour e Mazzini) e del Decumano (corrispondente ai corsi Cavallotti e Italia), vi sorgeva nel Medioevo il quartiere aristocratico della città, detto Contrada delle torri lunghe. Verso il XIII secolo i Conti Caccia di Mandello e Castellazzo, nobile e antica famiglia novarese, vi costruirono la loro residenza, della quale oggi si conserva la torre civica con l'orologio; documentata già nel 1268 e denominata Torre grande.
In seguito l'edificio venne acquisito dalle famiglie Natta d’Alfiano e Natta Isola di Casale, che provvidero a ricostruirlo e ingrandirlo fra il XVI e il XVIII secolo. Il progetto principale del 1580, è attribuito al celebre architetto Pellegrino Tibaldi, il quale compose un palazzo a pianta quadrata incentrato sul cortile porticato interno e con giardino retrostante allineati prospetticamente sull'asse principale dell'edificio.
Il cortile, circondato da un portico su colonne doriche, presenta sulla pavimentazione una rosa dei venti realizzata con ciottoli di fiumi, riproposta anche nel giardino. Uno scalone monumentale conduce al primo piano, dove le sale sono decorate con affreschi del pittore De Giorgi. Dopo l'Unità d'Italia il palazzo venne sopraelevato di un piano e allo scalone vennero aggiunte le due rampe finali.
Il giardino, restaurato nel 1998, è incentrato su una fontana in marmo rosa di Baveno ed è chiuso da un'esedra settecentesca di stile rocaille che inquadra un trompe-l'œil.